# Jeff Simmons
Jeff Simmons (Hartford, 5 de agosto de 1976) é um automobilista norte-americano.

## Carreira
Simmons iniciou sua carreira automobilística em 1996, na Skip Barber Eastern Regional Series, correndo ainda na Fórmula Ford 2000 e na Barber Dodge Pro Series, onde sagrou-se campeão e também levou o título de rookie do ano em sua primeira temporada mas isso foi insuficiente para sua ascensão para a Indy Lights em 1999, retornando à Dodge Barber no mesmo ano, tendo ainda uma curta passagem pela Fórmula Palmer Audi Winter Series.
A estreia na Lights veio em 2000, correndo pela equipe Green (atual Andretti Autosport), conquistando 3 terceiros lugares e ficando em 7º na classificação.
Sua volta à categoria foi em 2003, quando conseguiu 6 pódios (um 3º lugar, dois segundos e três vitórias) e fechou a temporada como vice-campeão. A temporada seguinte não foi tão boa para Simmons, que teve dois segundos lugares como melhor resultado no ano, terminando apenas na 12ª posição, com 150 pontos. Ele voltaria a se destacar na categoria de acesso em 2005, ficando novamente com o vice, apesar de ter vencido 4 provas. As últimas temporadas do piloto na Indy Pro Series foram irregulares, tendo terminado abaixo do décimo lugar (12º em 2006, 13º em 2008 e 34º em 2010).

## Passagem pela IRL

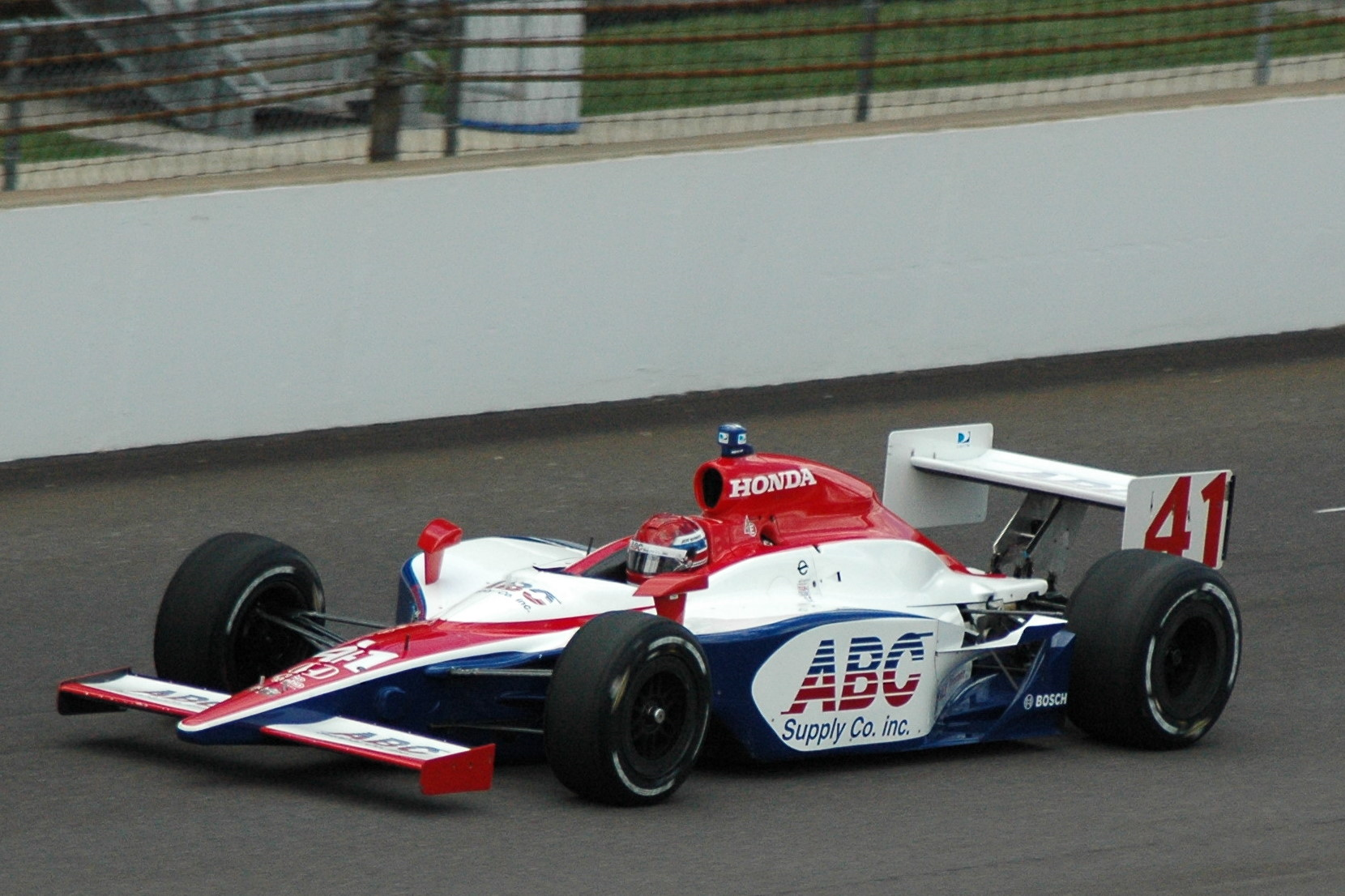
Simmons tentando a classificação para a Indy 500 de 2008, pela Foyt.

Estreou na IRL nas 500 Milhas de Indianápolis de 2004, terminando em 16º com um segundo carro da Mo Nunn Racing. Com a aposentadoria do veterano Al Unser, Jr. como piloto regular da categoria, Simmons foi o escolhido para ocupar sua vaga. No entanto, acabaria fora dos planos da Patrick Racing para 2005.
Retornaria em 2006, pela equipe Rahal-Letterman, substituindo Paul Dana, morto durante o warm up do GP de Homestead. Em duas temporadas, não conseguiu mais do que um 6º lugar no GP do Texas. O mau desempenho levou a equipe a demitir Simmons depois do GP de Nashville, dando lugar a Ryan Hunter-Reay. Em 2008, Simmons voltaria à IRL (já reunificada), somente para tentar a classificação para a Indy 500 do mesmo ano. Inscrito em um segundo carro da Foyt, sua participação na prova durou 112 voltas até abandonar em decorrência de uma batida.